# 아드리아노폴리스 전투
아드리아노폴리스 전투는 378년 8월 9일 동로마 제국의 황제 발렌스와 고트족 연합군 사이에서 벌어진 전투로 황제 발렌스는 이 전투에서 전사했고 고트족은 로마군을 이겼다. 역사상 이 전투의 패배로 5세기 후반 서로마 제국의 붕괴가 시작됐다.

## 배경
376년 훈족의 침입으로 위협받은 고트족은 동로마 제국의 황제 발렌스에게 로마 제국의 영토로의 이주를 허가해 달라고 청원하였다. 발렌스는 그들의 청원을 받아들여 트라키아로 이주를 허가하고 지방 정부에 그들의 정착을 도우라고 명령했다. 그들은 로마의 동맹 부족이 되어 정착해 안정을 유지하면서 살 수 있었으나 트라키아의 총독 루키피누스는 황제가 명령했는데도 도나우강을 건너온 고트족의 재산을 빼앗고 거처를 마련해 주지 않아 이들은 거의 기아 상태에 빠졌다.
377년 여름, 살아남고자 죽을 힘을 다해 저항하기 시작한 고트족 난민들은 마리아노폴리스로 몰려가서 루키피누스와의 면담을 요청했으나 총독 루키피누스는 거절하고 오히려 군대를 이끌고 이들을 해산하려고 시도했으나 루키피누스는 오히려 고트족에게 패주했고 발렌스는 서로마 황제 그라티아누스에게 증원군을 요청했다.
동서 로마 제국의 대규모 증원군에도 고트족과 로마군 어느 쪽도 분명히 승리하지 못한 채 2년이 경과하였다. 378년 봄, 그라티아누스에게 약속받고 군대를 직접 이끌고 발칸반도로 마침내 향한 발렌스는 시리아의 안티오키아를 출발해 5월 말 콘스탄티노폴리스에 도착했다.
그라티아누스도 증원군을 더 보냈으나 알레마니족이 라인강을 넘어 쳐들어오자 병력을 다시 불러들였고 갈리아에서 알레마니족 격퇴에 성공한 일변, 발렌스는 아드리아노폴리스까지 진군하여 상당한 규모의 고트족을 격퇴하고 서방의 증원군을 기다리고 있었다.

## 전투의 경과
그라티아누스가 보낸 증원군의 사령관 리코메레스는 발렌스에게 자신의 증원군이 도찰할 때까지 대규모 전투를 자제하라고 요청했으나 발렌스는 독자 정보망으로 적군이 고작 1만 명밖에 되지 않는다고 판단하고서 휘하 장군 세바스티아누스가 즉각 공격을 주장하자 그 의견에 동의하여 공격에 나섰다.
8월 8일 발렌스는 고트족의 족장 프리티게른이 로마군의 정황을 파악하고서 제안한 협상을, 아군의 수를 기준으로 하는 우세를 믿고서 거절하는 생애 최대의 실수를 저질렀다.
다음날 전투가 개시되었다. 하드리아노폴리스의 성문을 나선 로마군은 적을 발견하자마자 급하게 공격하기 시작했다. 전열이 갖추어지기도 전에 공격을 시작한 탓에 로마군은 처음부터 밀릴 수밖에 없었다. 로마군은 전투 단위와 명령 체계가 분명한데 부족 단위라서 개별로 전투한 고트족군은 짐수레를 둥글게 둘러싸고 방어진을 취하는 와중에 함께 온 가족과 재산을 보호하려고 로마군을 죽을 힘을 다해 공격하였다. 로마군은 전투 단위마다 기능에 따라 유효하게 응대하는 전략을 취하지 못하고 고트족군에게 격퇴당했으며 상대를 야만족이라고 얕보던 발렌스는 전투 경험이 없었다.
고트족 기병에 밀린 로마군은 대대장 35명과 군단 전체의 3분의 2에 해당하는 막대한 손실을 입고 패했다. 로마군 총사령관 세바스티나누스와 부사령관 트라야누스는 전사했다. 발렌스도 그 전투에서 전사했는데 그 정확한 사정은 모른다. 화살에 맞아 죽었다고도 하고 호위대에서 떨어져 들판의 농가의 오두막에 숨어들었다가 고트족군에게 불에 태워져 죽었다고도 전한다.

## 결과
고트족은 로마 병사들이 값나가는 물건을 놓고 왔으리라 추정되는 하드리아노폴리스를 공략하러 갔지만, 전체의 3분의 1에 해당하는 패잔병이 아드리아노폴리스로 도망해 방위에 앞장서고 있었다. 결국 공략을 단념한 고트족은 그대로 로마 가도를 따라 콘스탄티노폴리스를 목표해 남동으로 향했지만, 이곳은 로마 제국 동방의 수도인 데다가 방위 면에서는 만점인 지리상 조건을 갖추고 있다. 고트족은 이 대도시 공략도 일찌감치 단념했다.

## 영향
이 전투의 패배는 로마인에게 아주 심각하게 수용됐다. 로마군은 더는 천하무적인 불패의 군대가 아니며 야만족은 로마군을 압도하게 되었다. 황제 전사가 이번이 처음이 아니고 로마군이 게르만족에게 참패도 이번이 처음은 아니었으나 예전의 패배는 곧 로마군은 일어나서 복수했지만 이 전투의 패배는 절대로 설욕되지 않았다. 로마의 게르만화는 마침내 더는 시대를 거스를 수 없는 일이 되고 말았다.
발렌스를 계승해 동로마 황제가 된 테오도시우스 1세는 계속해서 밀려오는 고트족을 로마 영토 내로 마침내 수용할 수밖에 없었다.